# 性暗示

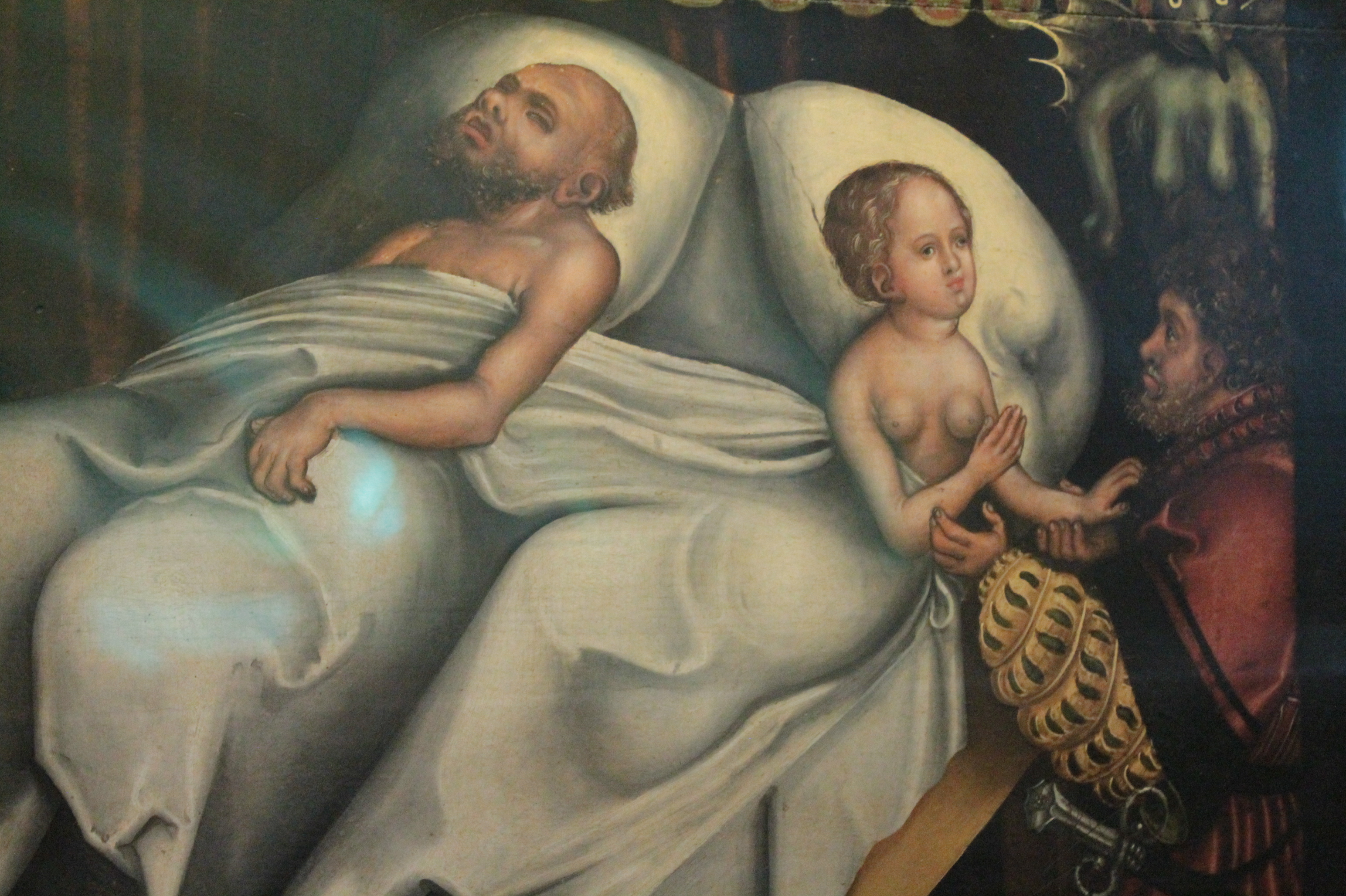
由老卢卡斯·克拉纳赫绘画的一幅充满了性暗示的作品

性暗示（Sexual suggestiveness）即言語、行為、甚至於服裝穿著及其他事物中，內部帶有性的意味（但並未完全明示）、可讓人聯想到性相關事物的一種暗示；像講黃色笑話就是一種性暗示的行為。法國文豪福樓拜透過大量的性暗示說明《包法利夫人》愛瑪的性飢渴，例如她在賴昂的房間裡一會兒用他的梳子梳頭髮、一會兒用牙齒咬著賴昂的烟斗柄。
若含有性暗示的言語行為使某些人因感到平等尊严权遭受侵犯而产生不悅，則很可能構成性騷擾。在很多國家，性騷擾被視為一種犯罪行為。